# Radio Televisión Canaria
La Radio Televisión Canaria (RTVC) es un ente autonómico público de televisión y radio dependiente del Gobierno de Canarias (Islas Canarias, España). Su sede principal se encuentra en la ciudad de Santa Cruz de Tenerife.
Actualmente, RTVC se rige por la Ley 13/2014, de 26 de diciembre, de Radio y Televisión Públicas de la Comunidad Autónoma de Canarias (BOC n.º 3 de 7 de enero de 2015) que regula la prestación de servicio público de comunicación audiovisual de titularidad de la Comunidad Autónoma de Canarias. 
El ente público está compuesto por la empresa de TVAP, por la sociedad mercantil Televisión Pública de Canarias, S. A. y por la empresa pública Radio Pública Canaria, S. A..
Emplea a 350 trabajadores tras la subrogación del personal de la empresa concesionaria y subcontratas que elaboraban los servicios informativos hasta junio de 2018. 
Radio Televisión Canaria es financiada con cargo a los presupuestos autonómicos mediante un modelo mixto de gestión pionero en el Estado.

## Historia

### Antecedentes
El proyecto de creación del canal surgió en diciembre de 1994, con la promulgación de la Ley 8/1994 de la Comunidad Autónoma de Canarias relativa a la Radiodifusión y Televisión Canaria. 
El modelo mixto con el que se puso en marcha Televisión Canaria, ha sido un referente para otras televisiones autonómicas y ha estado rodeado de polémica en los momentos de adjudicación de los contratos de programación. 
El ente público apostó por el desarrollo de un modelo de gestión pionero en el estado, consistente en la externalización de la producción de contenidos, es decir, la empresa pública adjudica mediante concurso público la elaboración de toda, o casi toda la programación. Este modelo le enfrentó al Gobierno central en los tribunales que acabaron dando la razón al Ejecutivo autonómico.
En junio de 1997 se constituye el primer Consejo de Administración de Radio Televisión Canaria (en adelante, RTVC). En febrero de 1998 es creada la sociedad mercantil Televisión Pública de Canarias, S. A, con capital íntegramente proveniente de fondos públicos del Gobierno de Canarias y perteneciente en su totalidad al Ente Público RTVC.
En un primer momento, el Consejo de Administración asume la configuración de la parrilla de programación que es elaborada por la futura concesionaria y productoras subcontratadas. Con esta premisa, adjudica en noviembre de 1998, por el procedimiento de concurso público y con los votos del PSOE Canarias y Coalición Canaria, la producción y realización de la programación  y la gestión de la publicidad a la Productora Canaria de Televisión (PCTV).
En junio de 1998 se adjudica por medio de concurso público la realización-producción de la programación íntegra de la televisión pública y su gestión publicitaria a la Productora Canaria de Televisión Canaria (PCTV). Dicha productora está participada en un 40% por Prisa, pero por un problema legal con una productora local que ostenta la propiedad de la marca Productora Canaria de Televisión, la empresa concesionaria de la producción de la programación de la cadena pública se encontró con una resolución judicial que la obligaba a cambiar el nombre que utilizaba hasta ese entonces. De esta forma la PCTV pasó a denominarse SOCATER (Sociedad Canaria de Televisión Regional).

### Lanzamiento
El 21 de agosto de 1999 y bajo la denominación de Televisión Autonómica de Canarias (TVAC) comienza la emisión del canal público, no sin la polémica surgida entre los operadores de televisión local de entonces, que se vieron obligados a cambiar de frecuencias de emisión, pues éstas pasaron a ser utilizadas para la TVAC.   
La primera emisión de la Televisión Canaria fue en agosto de 1999, con la retransmisión de un partido que enfrentó a la Unión Deportiva Las Palmas y al Club Deportivo Tenerife.  
El primer director general del Ente Público Radio Televisión Canaria fue Jorge Bethencourt.    
Primera etapa
El 29 de mayo de 2000 se inauguran los nuevos centros de producción de Televisión Canaria en Las Palmas de Gran Canaria y Santa Cruz de Tenerife. Poco después, Francisco Moreno García releva a Jorge Bethencourt al frente del ente público, cargo en el que permanecerá hasta 2005.
En mayo de 2001, el Canal Canarias enteramente turístico, dejó de emitir para pasar a ser el canal internacional del ente público (de manera análoga al resto de televisiones públicas autonómicas con señal internacional) Televisión Canaria Internacional, en donde se difundirán tanto los informativos como los programas de producción propia del canal.  
El 31 de mayo de 2001 se ponía fin a otro contencioso del Gobierno central con sentencia a favor de RTVC en el Tribunal Supremo. El motivo de la querella había sido por el silencio administrativo -lo que en la práctica suponía la denegación- del Ministerio de Ciencia y Tecnología de España ante la petición formulada por el ente público canario para explotar en régimen de gestión directa dos programas de televisión digital terrestre, en la línea prevista por el Decreto 2169/1998.
El 5 de julio de ese mismo año, Televisión Canaria se incorpora a la Federación de Organismos de Radio y Televisión Autonómicos (FORTA), ocupando el ente público el cargo rotatorio de presidente de la FORTA por primera vez con Francisco Moreno. 
El 15 de octubre de 2001 la cadena pasó a denominarse Televisión Canaria, utilizándose hasta 2008 el eslogan La nuestra para consolidar la marca en el archipiélago canario. Sin éxito, el ente público había invitado a sintonizar el canal en el dial 4 de los televisores, el cual ya estaba ocupado por Cuatro antiguo Canal+.
El 30 de mayo de 2002, Televisión Canaria lanza el servicio de teletexto y crea su primera página web que recoge información corporativa, de programación y noticias del canal. 
En 2002, los trabajadores de la empresa concesionaria se movilizan para la aprobación del primer convenio colectivo, objetivos que logran en agosto de 2002, tras jornadas de huelgas de 48 horas.
Al año siguiente, el 24 de julio de 2003, Televisión Canaria se integra en la nueva plataforma Canal+ a través del Canal 96. En este año comienza la emisión en pruebas de Televisión Canaria en el sistema de la Televisión digital terrestre con el canal ¡2!, que se inicia el 30 de mayo de 2006 y posteriormente pasaría a denominarse Televisión Canaria Dos. 
La televisión pública afronta una época de cambios a partir de 2007, marcado por el relevo de los directores generales y la convocatoria de un nuevo concurso. A Francisco Moreno le sucede en el cargo desde junio de 2005, Santiago González, quien en octubre de 2007 pone en marcha los servicios informativos insulares y un año más tarde, inicia el procedimiento para la renovación del contrato de programación a SOCATER.
El 7 de marzo de ese año, Daniel Cerdán Elcid releva como director general del Ente Público Radio Televisión Canaria, a Santiago González. El mandato de Daniel Cerdán fue transitorio. Tras la celebración de las elecciones autonómicas de 2007 se nombra a Guillermo García como director general del ente.
De 2007 a 2015
Guillermo García asume el 7 de diciembre de 2007 la dirección general de RTVC con el objetivo de fortalecer el sector audiovisual de Canarias y poner en marcha de forma inminente la radio canaria.
En febrero de 2008, el nuevo director convoca un nuevo concurso de servicio de prestaciones técnicas y materiales para la producción de programas de contenido informativo. Tres empresas se presentan al concurso que se resuelve a finales del mes de mayo. El 27 de mayo, García adjudica un contrato de 150 millones de euros, que se distribuyen durante 8 años a VideoReportCanarias. S. A,  por medio de un contrato de procedimiento negociado con publicidad y después de dejar desierto el anterior.
La sociedad ganadora del concurso de programación estaba participada en un 34% por Videoreport (sociedad 100% del Grupo Vértice 360°), un 30% por Vnews, un 50% propiedad del Grupo Antena 3, Proima Zebrastur (9%) y las cabeceras regionales Canarias7 (9%), Diario de Avisos (9%) y El Día (9%), que terminaría abandonando el consorcio poco después por un desacuerdo sobre las instalaciones de los servicios informativos.
El 30 de mayo de 2008 con motivo de la celebración del Día de Canarias (como en la mayoría de ocasiones relevantes para el ente), se lanza la emisión en pruebas de Canarias Radio, una radio de cobertura autonómica, gestionada por la empresa pública Radio Pública Canaria, S. A.. El director fundador, Juan Carlos Mateu recoge en su libro Luces y Ondas   cómo fue la gestación y puesta en marcha de la radio pública autonómica. La radio nace tras un proceso de selección del personal por concurso oposición y con Teresa Cruz, como jefa de Informativos. 
El 14 de junio de 2008, Guillermo García presenta en la junta general de RTVC el contrato con Videoreport, que sería denunciado por irregularidades ante la Fiscalía Anticorrupción por los dos consejeros del PSOE Canarias con el apoyo del de Nueva Canarias-Bloque Canarista. 
Ese mismo año, coincidiendo con el segundo aniversario del canal Televisión Canaria Dos en antena, se amplía el horario de emisión de Televisión Canaria Dos, pasando de 7 horas a 24 horas diarias. Y en diciembre estrena su nueva página web con una actualización total de diseño, contenidos y formatos.
En abril de 2009, los trabajadores secundan paros parciales durante la negociación del nuevo convenio colectivo de la empresa. El 14 de junio de 2010, termina la huelga tras llegar a un acuerdo la empresa y trabajadores.

### La crisis de 2012
En mayo de 2011 se celebran las elecciones al Parlamento de Canarias, que provocan un cambio en el Gobierno autonómico. Coalición Canaria y el PSOE Canarias firman un pacto de gobierno en el que incluye un cambio de la Ley de Radio Televisión Canaria antes de finalizar el mandato. Como consecuencia de este pacto, se producen cambios en el organigrama de Radio Televisión Canaria con la salida del director de antena, Carlos Taboada y la jefa de Informativos de la Radio, Teresa Cruz, en septiembre de 2011. Claudia Monzón pasa a ser la nueva directora de Antena, y la periodista Nayra Aguado, es la nueva directora de Informativos.
La crisis y los recortes impuestos por el Gobierno central provocan la aplicación de un ajuste que conlleva el cese de transmisiones de Televisión Canaria Dos el 30 de julio de 2012 y la aplicación de un ERE en el ente público y la empresa concesionaria VideoReport Canarias. El ERE se aplicó en septiembre de ese año y afectó a 10 trabajadores de la TVP, 10 de la Radio y 44 de las 266 trabajadores de la empresa concesionaria. La decisión de la empresa Videoreport Canarias fue recurrida en los tribunales. El comité de empresa consiguió que el Tribunal Superior de Justicia de Canarias le diese la razón en primera instancia; pero en abril de 2015 el Tribunal Supremo avaló la decisión empresarial acordada después de que el Gobierno de Canarias le impusiera una rebaja del 20% en la cantidad que recibe por sus servicios para la televisión autonómica.
Los recortes presupuestarios afectaron a la programación. En abril de 2014, RTVC firma un convenio con el Clúster Audiovisual de Canarias (CLAC) para apoyar la producción audiovisual local, cediendo espacios de parrilla a productoras que elaboraban programas a coste cero a cambio de la gestión publicitaria del espacio. Este acuerdo se produce entre las críticas crecientes a la gestión de Guillermo García en Radio Televisión Canaria.
En agosto de 2013, Izquierda Unida Canaria (IUC) y el sindicato Unión de Profesionales de la Comunicación de Canarias (UPCC) denunciaron la gestión de García ante los tribunales, presentando ante la Fiscalía Anticorrupción de Santa Cruz de Tenerife, una denuncia por las irregularidades en la tramitación y elaboración de los contratos de RTVC detectadas en un informe de la Audiencia de Cuentas de Canarias que analizó, a instancias del Parlamento, los contratos del ente público entre los años 2007 y 2011.
A finales de ese mismo año, es el Partido Popular, en la oposición, el que toma la iniciativa judicial y denuncia las presuntas irregularidades que habrían podido cometerse desde la Radio Televisión Canaria en la contratación de programas con productoras audiovisuales de las Islas a partir de 2008.

### Nueva Ley
Coalición Canaria y el PSOE Canarias habían acordado en el pacto de investidura reformar la ley de Radio Televisión Canaria. En 2014 comienza la tramitación parlamentaria de la ley de Radio y Televisión Pública de Canarias que es aprobada en diciembre. Los grupos de Coalición Canaria, PSOE y Mixto aprobaron con los votos en contra del PP,  la ley de Radio y Televisión Pública de Canarias después de que los dos primeros aceptasen una enmienda del tercero sobre la mayoría que se precisa para elegir presidente y Consejo Rector. De este modo, para elegir Consejo Rector y presidente de Radio Televisión Canaria era preciso contar con el apoyo de dos tercios de los diputados en primera votación (40) o por tres quintos en la segunda, y se elimina el planteamiento inicial de PSOE Canarias y CC de que en caso de no acuerdo habría una tercera votación, en la que bastaría el apoyo de la mayoría absoluta (31 diputados).
Con la aprobación de la ley se inicia el proceso para la designación del nuevo presidente del Consejo Rector. El 25 de marzo de 2015, el periodista Santiago Negrín Dorta es nombrado nuevo presidente del Consejo Rector de la Radio Televisión Canaria con 52 votos a favor y 3 en blanco, sucediendo en el cargo al director general del ente, Guillermo García. Los integrantes de este primer consejo rector fueron: Santiago Negrín y María Antonia Álvarez, propuestos por CC; María José Bravo de Laguna y Alberto Padrón, propuestos por el PP; y María Lorenzo, propuesta por el PSOE Canarias. Guillermo García se despide de los trabajadores el 7 de mayo de 2015.

### Primer Consejo Rector
Santiago Negrín presenta al nuevo equipo directivo de la televisión el 15 de mayo. El periodista Miguel Moreno Guedes, asume la dirección de la radio pública en sustitución de Juan Carlos Mateu, mientras que Nayra Aguado es relevada por Leticia Martín, al frente de la jefatura de Informativos.
El 24 de mayo de 2015, se celebran las elecciones al Parlamento de Canarias y Fernando Clavijo Batlle asume la presidencia del Gobierno de Canarias gracias a un pacto con el PSOE Canarias.
Durante este periodo comienza una etapa de incertidumbre para Televisión Canaria. La gestión de Santiago Negrín estuvo marcada por la licitación del nuevo contrato programa, pero también por los problemas económicos del ente público y la crisis abierta en el Consejo Rector tras la dimisión de dos consejeras. En diciembre de 2015, la consejera designada por el Partido Popular, María José Bravo de la Laguna, presenta su renuncia el 15 de diciembre. Diez días después lo hace la designada por Coalición Canaria, María Antonia Álvarez. En su despedida, critica públicamente el funcionamiento interno del Consejo Rector y lamenta los obstáculos que impiden la puesta en marcha de medidas que contribuyan a una mayor profesionalización del ente. Estas críticas preceden un año en el que se cuestiona la capacidad de Santiago Negrín para convocar el nuevo concurso de programación de la televisión pública. El director general de RTVC, trabaja en un modelo en el que por primera vez se pide a las productoras qué es lo que se necesita para la programación y son las empresas las que presentan sus propuestas.
En septiembre, en comisión parlamentaria, Santiago Negrín anunció la convocatoria de este concurso después de informar del extraordinario aprobado por el Gobierno de Canarias ese mismo mes, lo que permite desbloquear la situación límite en la que se encontraba el medio. Un mes después, el 26 de octubre, el presidente decide renovar el equipo directivo para afrontar los nuevos retos que se presentan en el relanzamiento de RTVC.Estos nombramientos fueron denunciados por la Unión de Profesionales de la Comunicación de Canarias (UPCC), en los tribunales al considerar que se vulneraba la propia Ley de RTVC. Siete meses después, el Parlamento pide el cese de Santiago Negrín en una comisión parlamentaria marcada por las duras críticas a la gestión llevada a cabo en el ente público.
El 15 de noviembre de 2017, Santiago Negrín vuelve a someterse al escrutinio de la cámara y se mantiene en el cargo después de que no prosperase la moción presentada por el Partido Popular (PP), Podemos Canarias y Nueva Canarias (NC) que instaba a su destitución. Coalición Canaria (CC) y el Grupo Mixto votan en contra de la iniciativa, mientras que el PSOE Canarias se abstiene, al igual que hizo la diputada popular, Cristina Tavío, que saltándose la disciplina de partido, permitió por omisión que no se alcanzaran los tres quintos de la Cámara necesarios para promulgar un cambio en la dirección del ente público.

### Renovación del Consejo Rector
El 10 de noviembre de 2017, los servicios jurídicos del Gobierno Canario responden en un informe solicitado por el PSOE, a las dudas generadas sobre la legitimidad de Santiago Negrín, presidente del Consejo Rector del ente público, para convocar el concurso de los servicios informativos de la televisión pública.
Ese mismo mes, los partidos políticos proponen a las periodistas Marta Cantero (por Coalición Canaria) y Carmen Zamora (por el PSOE Canarias), para ocupar las plazas vacantes del Consejo Rector, teniendo en cuenta los resultados electorales de 2015. Se inicia un procedimiento polémico, marcado por las discrepancias entre los diferentes grupos parlamentarios que finaliza en marzo de 2018, cuando la cámara en su cuarta votación rechaza el nombramiento de las dos propuestas como consejera del Consejo Rector.
Tras esa votación, semanas después, el presidente declara desierto el primer concurso para la adjudicación del contrato del programa. Con la advertencia de fraude de ley formulada por la secretaria del Consejo Rector, el 25 de marzo de 2018, el presidente de Radio Televisión Canaria (RTVC), convoca por la vía de urgencia y por el procedimiento negociado sin publicidad, un concurso para adjudicar la prestación de los servicios informativos de la Televisión Canaria, dotado con 144 millones de euros para un periodo de ocho años. Las empresas invitadas al concurso restringido son Nuntium TV, integrada por Editorial Prensa Canaria (La Provincia y La Opinión de Tenerife), y Prisa; Liquid Media, originariamente del magnate de la comunicación Jaume Roures, —ahora con mayoría de un fondo de inversión chino— y Videoreport Canarias, participada entre otros por Inforcasa, la editora del periódico Canarias7.Ante lo apremiante de los plazos (el contrato de Videoreport no admitía más prórrogas más allá de junio), Santiago Negrín decidió reconducir el expediente hacia un procedimiento negociado, dentro de los supuestos excepcionales que contempla la Ley de Contratos del Sector Público para una licitación de ese presupuesto. Al negociado fueron invitados a participar los mismos tres grupos que habían competido en el concurso, que volvieron a presentar sus ofertas. El concurso se resuelve a favor de Videoreport Canarias, que gana la concesión para seguir gestionando sus informativos los próximos ocho años como la "más ventajosa" para el ente público. Todo el expediente ha estado salpicado por recursos interpuestos por Videoreport, algunos de ellos aún pendientes de resolver.

### Reforma exprés de la ley
El 25 de abril de 2018, tras la situación creada con la convocatoria del concurso, el Pleno del Parlamento canario acordó por unanimidad tomar en consideración las dos proposiciones de ley que se habían presentado para modificar la Ley 13/2014, de 26 de diciembre, de Radio y Televisión Públicas de la Comunidad Autónoma de Canarias, aprobada en 2014.  
Una de las proposiciones de ley fue presentada por los grupos Nacionalista, Popular y Mixto, mientras que la otra fue del Grupo Socialista. Ambas pasaron al debate parlamentario para acordar un nuevo texto legislativo.
El 16 de mayo de 2018, Santiago Negrín presenta su dimisión por motivos personales, como presidente y consejero del Consejo Rector de Radio Televisión Canaria, cargo que desempeñaba desde 2015.
El 18 de mayo de 2018, El Parlamento de Canarias, aprobó por unanimidad la toma en consideración de la proposición de ley que preveía la disolución del Consejo Rector de RTVC y el nombramiento de un administrador único. 
La propuesta, impulsada por cinco grupos parlamentarios a excepción de NC, que finalmente la apoyó, se remitió por vía de urgencia al Consejo Consultivo.
El Pleno del Parlamento acordó el 13 de junio por unanimidad, la modificación de la ley para poder resolver el futuro de sus trabajadores, y avaló, dos días después la propuesta de nombrar administrador único de  Radio Televisión Canaria a José Carlos Naranjo Sintes, con seis votos de CC y ASG y la abstención de la oposición.Naranjo Sintes, tras la toma de posesión de su cargo, se compromete a evitar que la Televisión Canaria se fuera a negro y garantizar la continuidad de los puestos de trabajo antes del 30 de junio.

### El mandato de José Carlos Naranjo Sintes
En un consejo de Gobierno extraordinario celebrado el 26 de junio, el Ente Público de Radio Televisión Canaria asumió la gestión directa de los informativos del canal autonómico y subrogó a los 220 trabajadores del departamento al aceptar la propuesta del administrador único hasta que el Parlamento de Canarias adopte un modelo de gestión definitivo.
El 1 de julio, la televisión pública no suspendió la emisión gracias a un acuerdo alcanzado con la empresa concesionaria Videoreport Canarias, que arrendó sus instalaciones al ente público.
Ocho meses después, en marzo de 2019, Naranjo Sintes adjudicó por 15 millones de euros el concurso para garantizar la señal de emisión. En los siguientes meses, culminó la subrogación del personal que trabajaba en las unidades móviles y el de las delegaciones insulares en junio de 2019. 
El 26 de mayo se celebraron las elecciones autonómicas de las que surgió un nuevo gobierno autonómico. PSOE Canarias, Nueva Canarias, Podemos y Agrupación Socialista Gomera firman el conocido pacto de las flores con los que conforman un nuevo gobierno bajo la presidencia del socialista Ángel Víctor Torres, que toma posesión del cargo el 16 de julio de 2019.

### El regreso de Francisco Moreno
El 24 de octubre de 2019, el Parlamento Canario aprueba el cese de José Carlos Naranjo Sintes que finalizaba mandato en el mes de diciembre y el nombramiento de Francisco Moreno como administrador único de RTVC. Al nombramiento votaron a favor PSOE Canarias, Nueva Canarias, Podemos, ASG, PP y CC y en contra Ciudadanos. El nombramiento se hace efectivo en un plazo de siete días, de este modo Francisco Moreno García regresa 14 años después como máximo responsable de RTVC.

### Salida de Francisco Moreno y administrador general
En octubre de 2023, el gobierno regional conformado por Coalición Canaria y Partido Popular, crea la figura del administrador general de Radio Televisión Canaria, figura que tendrá plenos poderes para gestionar la radiotelevisión pública canaria, al contrario de lo que ocurría con el puesto de administrador único, que tenía potestades limitadas. 
Paralelamente, el 19 de octubre de 2023, Francisco Moreno firma un contrato con Mediaset España para ser director de Informativos y se despide de RTVC ante los micrófonos de Canarias Radio el 27 de octubre de 2023y tres días después, el día 30, abandona el cargo, produciéndose su incorporación a Mediaset España el 31 de octubre de 2023. Desde el 31 de octubre de 2023, Paloma María Martín de la Riva, directora de Planificación y Control de Gestión de Radio Televisión Canaria, sustituye a Moreno hasta el nombramiento del administrador general.

## Corporativo
El ente es gestionado por dos empresas públicas: Televisión Pública Canaria, S. A. (TPC, S. A.) y Radio Pública Canaria, S. A. (RPC, S. A.)
A pesar de que el domicilio social de la Televisión Canaria se encuentra en Santa Cruz de Tenerife, dispone de dos sedes y dos centros de producción, uno en Santa Cruz de Tenerife y otro en Las Palmas de Gran Canaria. La radio tiene el mismo modelo de funcionamiento. 
Además tiene delegaciones en el resto del archipiélago canario y en Madrid.

## Actividades

### Televisión
Televisión Canaria produce para su emisión dentro del territorio canario de un canal generalista que se puede ver por TDT y plataformas de satélite o cable. 
| Logo | Canal                                 | Inicio de transmisiones        | Formato de imagen |
| ---- | ------------------------------------- | ------------------------------ | ----------------- |
|      | Televisión Canaria Canal generalista. | 21 de agosto de 1999 (25 años) | HD                |

#### Televisión en el exterior
El canal para el exterior de Televisión Canaria Internacional está disponible a través de Internet.
| Logo | Canal                                               | Inicio de transmisiones     | Formato de imagen |
| ---- | --------------------------------------------------- | --------------------------- | ----------------- |
|      | Televisión Canaria Internacional Canal generalista. | 1 de mayo de 2001 (24 años) | SD                |

#### Extintos
Televisión Canaria tuvo un segundo canal de televisión con programación alternativa del primer canal que duró 7 años de emisión.
| Logo | Canal                                     | Inicio de transmisiones      | Cese de transmisiones         | Formato de imagen |
| ---- | ----------------------------------------- | ---------------------------- | ----------------------------- | ----------------- |
|      | Televisión Canaria Dos Canal generalista. | 30 de mayo de 2006 (19 años) | 31 de julio de 2012 (13 años) | SD                |

### Radio
En la radio, Canarias Radio cuenta con una emisora que abarca el territorio canario.
| Logo | Emisora                             | Inicio de transmisiones | Formato            |
| ---- | ----------------------------------- | ----------------------- | ------------------ |
|      | Canarias Radio Emisora generalista. | 30 de mayo de 2008      | TDT, Internet y FM |

## Órganos de Gobierno

### Consejo de Administración (1998-2015)
El Consejo de Administración de Radio Televisión Canaria estaba compuesto por ocho miembros que eran elegidos al comienzo de cada legislatura. 
La presidencia del Consejo era puramente formal y se ejercía de forma rotativa cada seis meses. Sus funciones, entre otras, eran la planificación de actuación; la producción propia que debe ser emitida anualmente; o la aprobación del anteproyecto de presupuesto del ente público y sus sociedades.
El Consejo de Administración estuvo en funcionamiento hasta 2015.

### Consejo Rector (2015-2018)
En 2014 comienza la tramitación parlamentaria de la Ley de Radio y Televisión Pública de Canarias, que es aprobada en diciembre de ese mismo año. El artículo 9 establece los órganos de gobierno del ente público de RTVC:
- 1. La administración y gobierno del ente público RTVC corresponderá al Consejo Rector, que desarrollará sus funciones de dirección ejecutiva ordinaria a través de una Presidencia, que presidirá el ente público RTVC.

- 2. Para el mejor cumplimiento de las funciones públicas encomendadas, el ente público RTVC constituirá un Consejo Asesor y Consejos de Informativos, cuyas normas de organización y funcionamiento se establecerán en el reglamento orgánico elaborado por el Consejo Rector.

Los Consejeros elegidos por el Parlamento fueron:  
| Consejero                          | Propuesto por  |
| ---------------------------------- | -------------- |
| Santiago David Negrín Dorta        | CC             |
| María Antonia Álvarez Díaz         | CC             |
| María José Bravo de Laguna Navarro | PP de Canarias |
| Alberto Padrón Rivas               | PP de Canarias |
| María Lorenzo Hernández            | PSOE Canarias  |

El 27 de abril de 2015, el periodista Santiago Negrín Dorta fue nombrado presidente del nuevo Consejo Rector de la Radio Televisión Canaria, cargo en el que permaneció hasta 2018.

### Administrador único (2018-2023)
El 19 de junio de 2018, José Carlos Naranjo Sintes fue nombrado administrador único, tras la aprobación unánime de una modificación a la ley de Radio Televisión Canaria para amparar el ente público hasta la renovación del Consejo Rector.
El 30 de octubre de 2019, Francisco Moreno García, que ya fue director general de RTVC entre 2001 y 2005, asume el cargo de administrador único en sustitución de José Carlos Naranjo Sintes. El 27 de octubre de 2023 cesa en el cargo tras firmar con Mediaset para ser director de Informativos.

### Administrador general (2023-)
El Consejo de Gobierno de Canarias aprueba el lunes, 9 de octubre de 2023, el decreto ley de creación de la Administración General del Ente Público Radio Televisión Canaria (RTVC), con la cual el administrador general tendrá plenas postedades para dirigir la radiotelevisión. La administración única de RTVC continuará gestionando Radio Televisión Canaria hasta el nombramiento del administrador general, aunque antes de que esto se produjera, Francisco Moreno salió de RTVC para ser director de Informativos de Mediaset siendo sustituido por Paloma María Martín de la Riva, directora de Planificación y Control de Gestión de Radiotelevisión Canaria.
El lunes, 11 de diciembre de 2023, la comisión de control de Radiotelevisión Canaria en el Parlamento de Canarias considera idónea la candidatura de María Méndez, propuesta por el Gobierno de Canarias, para ser administradora general del ente, al contar con el voto favorable de CC, PP, ASG y AHI y la abstención de PSOE, NC y Vox. Dos días después, el Pleno del Parlamento de Canarias elige a Méndez, hasta ahora directora general de Relaciones Exteriores del Gobierno de Canarias como administradora general de Radio Televisión Canaria, por 36 votos a favor de los grupos que sustentan al Gobierno –CC, PP, ASG y AHI– y la abstención de Vox, NC-BC y PSOE.

### Organigrama
| Directivo                            | Área                                                 |
| RTVC                                 | RTVC                                                 |
| ------------------------------------ | ---------------------------------------------------- |
| María Méndez Castro                  | Administradora general                               |
| Paloma María Martín de la Riva       | Directora de Planificación y Control de Gestión      |
| Alicia María Velázquez Dorta         | Jefa del Departamento Económico                      |
| Candelaria Delgado Alonso            | Dirección de Producto, Comunicación y Marketing      |
| Daida Isabel Rodríguez Verdú         | Dirección de Relaciones Institucionales              |
| Televisión Canaria                   |                                                      |
| Óscar Fernández Roldán               | Dirección de Producción                              |
| Cristina García del Rey Hamilton     | Dirección Comercial                                  |
| Reyes González Barrios               | Jefa de Gestión Económico-Financiera y Contratación  |
| Ángel Luis Castro Ramos              | Jefe de Asuntos Económicos                           |
| Candelaria Delgado Alonso (interina) | Dirección de los Servicios Informativos              |
| María del Pino Ruiz Suárez           | Adjunta a la dirección de los Servicios Informativos |
| Ángel Báez Álvarez                   | Jefe de Programación y Contenido                     |
| Gustavo Negrín Herrera               | Jefe de Emisiones y Continuidad                      |
| Jesús Alberto Rodríguez Sosa         | Jefatura de Deportes                                 |
| Canarias Radio                       |                                                      |
| Leticia Martín Llarena (interina)    | Dirección de Canarias Radio                          |
| Leticia Martín Llarena               | Dirección de los Servicios Informativos              |

### Listado de directores generales
| Nombre                                            | Inicio                                       | Final                                        |
| Consejo de Administración (director general)      | Consejo de Administración (director general) | Consejo de Administración (director general) |
| ------------------------------------------------- | -------------------------------------------- | -------------------------------------------- |
| Jorge Luis Bethencourt González                   | 23 de diciembre de 1996                      | 4 de mayo de 2001                            |
| Francisco Moreno García                           | 4 de mayo de 2001                            | 29 de junio de 2005                          |
| Santiago González Suárez                          | 29 de junio de 2005                          | 28 de febrero de 2007                        |
| Daniel Jesús Cerdán Elcid                         | 7 de marzo de 2007                           | 5 de diciembre de 2007                       |
| Guillermo Valentín García-Marchiñena García-Checa | 5 de diciembre de 2007                       | 5 de mayo de 2015                            |
| Presidente del Consejo Rector                     |                                              |                                              |
| Santiago David Negrín Dorta                       | 5 de mayo de 2015                            | 7 de junio de 2018                           |
| Administrador único                               |                                              |                                              |
| José Carlos Naranjo Sintes                        | 19 de junio de 2018                          | 30 de octubre de 2019                        |
| Francisco Moreno García                           | 30 de octubre de 2019                        | 30 de octubre de 2023                        |
| Paloma María Martín de la Riva                    | 31 de octubre de 2023                        | 14 de diciembre de 2023                      |
| Administrador general                             |                                              |                                              |
| María Méndez Castro                               | 15 de diciembre de 2023                      |                                              |